# Kontinentalrand

Zum Kontinentalrand gehören Kontinentalschelf, Kontinentalhang und Kontinentalfuß. Er bildet den Übergang zum Tiefseebecken.

Der Kontinentalrand ist der Übergang von einem Kontinent in den ozeanischen Bereich. Die Kontinentalränder sind für die Stratigraphie von besonderer Bedeutung, weil an ihnen oder unmittelbar vor ihnen im Laufe der Erdgeschichte Sedimente abgelagert wurden, die zum Großteil unsere heutigen Abfolgen von Sedimentgesteinen ausmachen. Das gilt auch für das aktuelle geologische Geschehen.

## Gliederung
Kontinentalränder gliedern sich in
- einen bis zu 200 m tiefen Flachmeerbereich, den Kontinentalschelf
- den Abfall zum Ozeanboden, den Kontinentalhang, und
- die Fußregion des Kontinentalhangs mit dem Übergang in die im Mittel 4.000 m tiefen Tiefseebecken.

Etwas weniger als ein Drittel der Ozeanfläche besteht aus Kontinentalrandgebieten.

## Typen
Nach der geologischen Struktur und der Rolle, die der Kontinentalrand am Geschehen der Plattentektonik einnimmt, wird zwischen aktiven und passiven Kontinentalrändern unterschieden.

### Passive Kontinentalränder

Schematische Darstellung eines passiven Kontinentalrands

Sie grenzen nicht direkt an eine Kontinentalplattengrenze, und an ihnen finden keine aktiven plattentektonischen Vorgänge statt. Sie sind vor allem durch Dehnung, Grabenbildung und Ablagerung von Sedimenten gekennzeichnet. Sie bilden einen Schelfbereich aus, der mehrere hundert Kilometer breit und mehrere tausend Kilometer lang sein kann. Auf dem Schelfbereich können sich mächtige Gesteinsserien bilden, die je nach klimatischem Bereich auch als Riffgürtel ausgebildet sein können, wie etwa das Great Barrier Reef vor der Ostküste Australiens.
Weitere Beispiele für passive Kontinentalränder sind unter anderem die Ostküsten Nord- und Südamerikas, die atlantische Küste Europas und Afrikas und neben der Ostküste auch die Süd- und Westküste Australiens.

### Aktive Kontinentalränder

Schematische Darstellung eines aktiven Kontinentalrands

Darunter werden in der Regel reine Ozean-Kontinent Kollisionen verstanden, welche direkt an plattentektonischen Grenzen, vorwiegend an Tiefseerinnen über Subduktionszonen, untergeordnet auch an Transformstörungen, liegen. An der Küste des Kontinents führt die Kollision in der Regel zur Entstehung eines Gebirges, wie beispielsweise der Anden. Aktive Kontinentalränder vom Typ Ozean-Kontinent Kollision zeichnen sich durch schmale bis fehlende Schelfregionen und einen steilen Abfall in eine nur wenige Zehner Kilometer vor der Küste liegende Tiefseerinne aus. Häufig wird die Küste von vulkanischen Gebirgszügen begleitet.
Beispiele für aktive Kontinentalränder sind unter anderem die Westküsten Nord- und Südamerikas sowie die Ostküste Asiens, die alle dem Pazifischen Feuerring zuzurechnen sind.

### Weitere
Kontinentalränder im weiteren Sinne umfassen ebenso Kollisionen zweier ozeanischer Platten; wenn diese kollidieren entsteht neben einer Subduktionszone, welche bis tief in den Erdmantel reicht, ein oberirdischer Inselbogen.
Ebenso kann der Begriff Kontinentalrand im weiteren Sinne eine Kontinent-Kontinent Kollision beschreiben, welche meist durch eine Überschiebung und ein Gebirge z. B. Alpen oder Himalaya charakterisiert ist; oft geht erdgeschichtlich betrachtet einer Kontinent-Kontinent Kollision ein aktiver Kontinentalrand voraus.